# Балабаш-Баишево
Балаба́ш-Баи́шево (чув. Пӑлапуҫ Пашьел) — село в Батыревском муниципальном округе Чувашской Республики России. 

## История
До революции, в Симбирской губернии деревня относилась к Тархановской волости Буинского уезда.
Расположено на берегу реки Була.

## Органы власти
В рамках организации местного самоуправления с 2004 по 2022 гг. в границах села существовало муниципальное образование Балабаш-Баишевское сельское поселение . Упразднено законом от 29 марта 2022 года в рамках преобразования муниципального района со всеми входившими в его состав поселениями путём их объединения в муниципальный округ . С 1 января 2023 года функционирует Балабаш-Баишевский территориальный отдел .

## Население
| 2010 | 2012 | 2013 | 2014 | 2015 | 2016 | 2017 |
| ---- | ---- | ---- | ---- | ---- | ---- | ---- |
| 777  | ↘714 | ↘677 | ↘664 | ↗667 | ↘630 | ↘603 |
| 2018 | 2019 | 2020 | 2021 |      |      |      |
| ↘585 | ↘573 | ↘561 | ↘556 |      |      |      |

## Инфраструктура
В селе имеется православный храм Сретения Господня, средняя общеобразовательная школа, сельский дом культуры, фельдшерско-акушерский пункт, отделение «Почты России».